# F.U.E.P.
F.U.E.P. (Fuck You Extended Play) (en español: Vete a la mierda EP) es el primer extended play de la cantante británica Lily Allen. Fue lanzado el 31 de marzo de 2009 por Capitol Records exclusivamente a la tienda de EE. UU. iTunes. Su portada es una foto tomada durante la promoción de It's Not Me, It's You. Cuenta con una nueva edición de «Fuck You», una versión de la canción de Britney Spears «Womanizer» y la cara B del sencillo «The Fear», titulado «Fag Hag» y «Kabul Shit».

## Lista de canciones
| N.º | Título                       | Escritor(es)                     | Productor(es) | Duración |  |
| 1.  | «Fuck You» (radio edit)      | Lily Allen, Greg Kurstin         | G. Kurstin    | 3:41     |  |
| 2.  | «Fag Hag»                    | L. Allen, G. Kurstin             | G. Kurstin    | 2:55     |  |
| 3.  | «Kabul Shit»                 | L. Allen, G. Kurstin             | G. Kurstin    | 3:45     |  |
| 4.  | «Womanizer» (Cover Acoustic) | Nikesha Briscoe, Rafael Akinyemi | G. Kurstin    | 3:33     |  |